# Bellamya bengalensis
Bellamya bengalensis is een slakkensoort uit de familie van de Viviparidae. De wetenschappelijke naam van de soort is voor het eerst geldig gepubliceerd in 1822 door Lamarck.